# NGC 6023
NGC 6023 is een elliptisch sterrenstelsel in het sterrenbeeld Slang. Het hemelobject werd op 19 mei 1881 ontdekt door de Franse astronoom Édouard Jean-Marie Stephan.

## Synoniemen
- UGC 10106
- MCG 3-41-10
- ZWG 108.21
- NPM1G +16.0443
- PGC 56492